# Alexander Chizhevsky
Alexander Leonidovich Chizhevsky ou Tchijevsky — em russo, Алекса́ндр Леони́дович Чиже́вский — (7 de fevereiro de 1897 — 1964) foi um cientista interdisciplinar bielorrusso, tendo atuado em diversas áreas, tais como fisiologia, biofísica, dentre outros. Filho de um general russo, passou a sua juventude em Kaluga, onde atualmente se localiza um memorial em sua homenagem. Era um dos jovens amigos de Konstantin Tsiolkovsky, considerado um dos pioneiros na pesquisa espacial.
Chizhevsky trabalhou em vários centros de pesquisa em Moscou e centralizou seus interesses no estudo dos efeitos biológicos produzidos pela ação do Sol e do Cosmos. Realizou pesquisas sobre a influência do ar ionizado sobre o organismo animal. Em 1926, Chizhevsky trabalhou ao lado de Tsiolkovsky na primeira pesquisa experimental da história da ciência no campo da biologia espacial.
Foi um dos principais representantes do movimento filosófico russo conhecido como cosmismo.